# Silene succulenta
Silene succulenta là loài thực vật có hoa thuộc họ Cẩm chướng. Loài này được Forssk. miêu tả khoa học đầu tiên năm 1775.